# Asclepias glaucescens

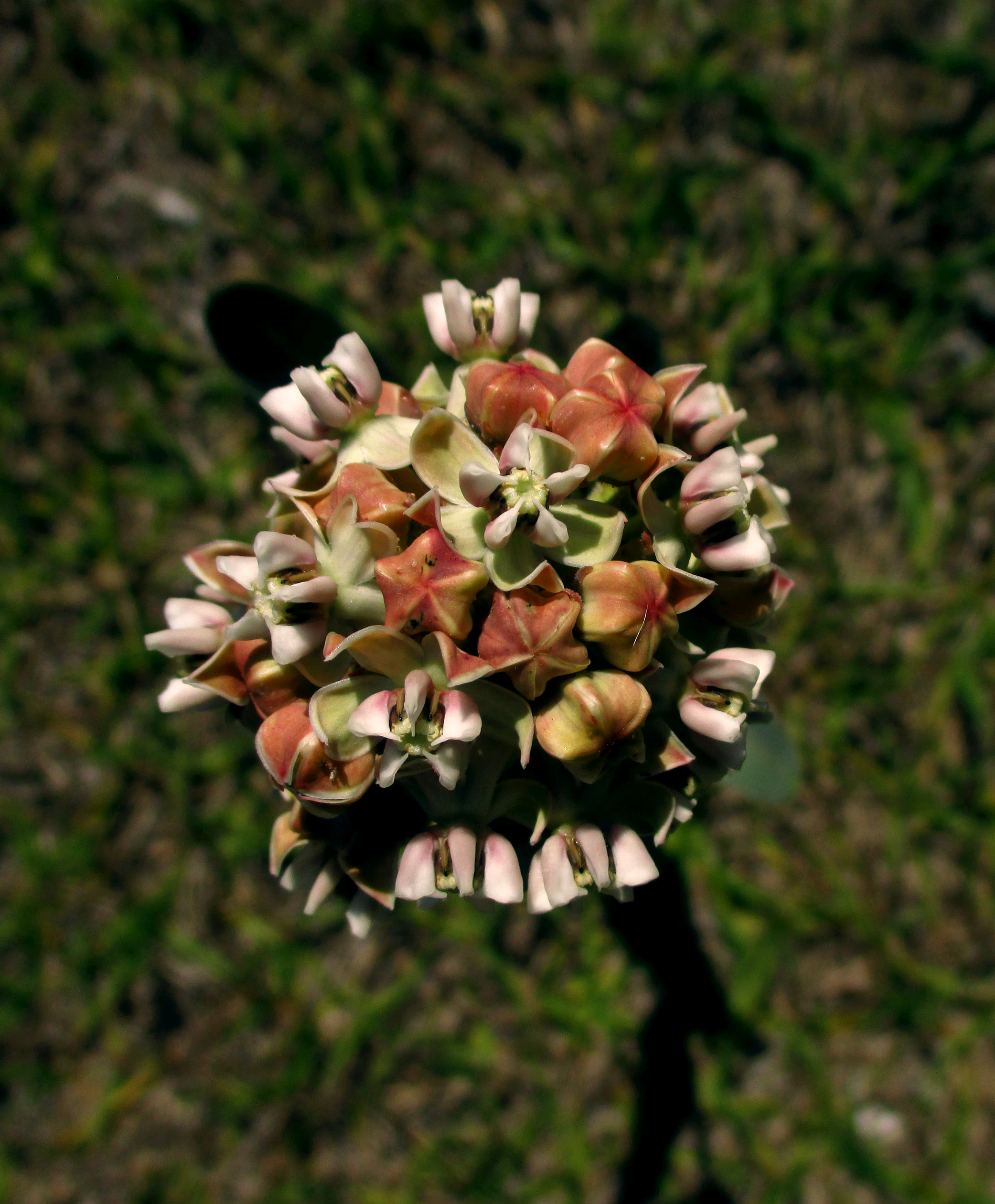
Blütenstand von oben

Asclepias glaucescens (engl. Nodding Milkweed) ist eine Pflanzenart der Gattung Seidenpflanzen (Asclepias) aus der Unterfamilie der Seidenpflanzengewächse (Asclepiadoideae).

## Merkmale

### Vegetative Merkmale
Asclepias glaucescens ist eine krautige, ausdauernde Pflanze mit einem tiefwurzelnden, fleischigen Wurzelstock. Die mehr oder weniger aufrecht wachsenden, oder aufsteigenden, kahlen Stängel sind meist unverzweigt und steif. Sie werden 15 bis 80 cm hoch. Die Blätter sind gegenständig und ungestielt (bzw. sessil), oder mit sehr kurzen, maximal 2 mm langen Stielen. Die leicht sukkulenten Blattspreiten sind breit-eiförmig, eiförmig bis schmal länglich-eiförmig, und 3 bis 18 cm lang, 1 bis 7 cm breit. Die Spreitenspitze (Apex) ist breit gespitzt bis gerundet, oft mit einem aufgesetzten Spitzchen (mucronat). Die Basis ist herzförmig und umgreift den Stängel mehr oder weniger deutlich (amplexicaul). Die Ränder sind meist gewellt.

### Blütenstand und Blüten
Die Blütenstände stehen einzeln und entspringen seitlich an einigen wenigen der oberen Knoten, nur gelegentlich bilden sie sich auch terminal aus. Sie sind kugelig und wenig- bis vielblütig. Die Schäfte sind steif, 2 bis 20 cm lang und fein flaumig behaart. Die Blütenstände stehen aufrecht, gelegentlich auch geneigt oder schwach hängend. Sie sind mit der Oberseite halbkugelig gewölbt und haben einen Durchmesser von 5 bis 7 cm. Die Blütenstiele sind ebenfalls eher steif und 1 bis 3,5 cm lang. Die zwittrigen Blüten sind fünfzählig und zygomorph; sie besitzen eine doppelte Blütenhülle. Die Blüten sind vergleichsweise groß. Die Kelchblätter sind eiförmig-lanzettlich und 4 bis 5 mm lang. Die Kronblätter sind radförmig und stark zurück gebogen. Sie sind grünlich-cremefarben, häufig rose oder rötlich getönt und 8 bis 12 mm lang. Das Gynostegium ist kurz gestielt bis fast sessil. Der Stiel ist breit-zylindrisch, etwa 1 mm hoch und 2 mm breit. Die gelblichen Nebenkronblätter sind randlich nach innen umgeschlagen; sie bilden eine J-förmige, sackartige Struktur, die zunächst an der Basis horizontal verläuft, dann nach oben umbiegt. Der obere Rand verläuft waagrecht und ist seitlich eingeengt. Diese stark modifizierten Nebenkronblattzipfel sind 5 bis 7 mm lang, und am Top 2 bis 4 mm breit. Sie sind etwas kürzer als das Gynostegium. Die hornförmigen Fortsätze sind seitlich abgeflacht, sichelförmig und liegen fast völlig an den an. Sie sind eher kurz und ragen nur wenig aus den taschenartigen Nebenkronzipfeln heraus; sie sind daher nur noch wenig über den Griffelkopf geneigt. Der Griffelkopf ist kurz-zylindrisch, etwa 3 mm lang und 3 bis 4 mm breit. Die Pollinia sind 1,1 bis 1,3 mm lang mit einem 0,8 bis 1 mm langen Corpusculum. Die Flügel der Staubblätter sind 2,4 bis 2,8 mm lang.

### Früchte und Samen
Die oberflächlich glatten und kahlen Balgfrüchte stehen aufrecht auf gebogenen Stielen. Sie sind schlank-spindelförmig, 8 bis 10 cm lang (11–15 cm) und etwa 1 cm dick. Die Samen sind breit-eiförmig und 6 bis 8 mm lang. Der weiße Haarschopf ist 2,5 bis 3,5 cm lang.

### Ähnliche Arten
Asclepias glaucescens ähnelt Asclepias amplexicaulis. Letztere Art besitzt jedoch ein gestieltes Gynostegium. Die beiden Arten kommen jedoch nicht zusammen vor. Asclepias elata ist ohne Blüten quasi nicht von Asclepias glaucescens zu unterscheiden. Die Blüten zeigen jedoch eine Reihe von Unterschieden. So besitzt Asclepias elata nur schwach entwickelte hornartige Fortsätze und ein sessiles Gynostegium, während die Fortsätze in Asclepias glaucescens sehr deutlich ausgebildet sind und das Gynostegium gestielt ist. Ein zusätzliches Unterscheidungsmerkmal ist im Pollinium zu finden. In Asclepias elata sind zwei hyaline Anhänge der Drüse über dem Ansatz der Translatorarmen vorhanden; bei Asclepias glaucescens fehlen diese Anhänge. Die beiden Arten können jedoch hybridisieren. 

## Geographische Verbreitung und Ökologie
Das Verbreitungsgebiet der Art reicht vom Süden der USA (westliche Texas, Arizona und New Mexico), über Mexiko bis nach Guatemala, El Salvador und Costa Rica. 
Die Art wächst in Schluchten, felsigen Bachbetten, offenen Waldgebieten, in trockenen Kiefern-Eichenwäldern oder Kiefern-Wacholder-Wäldern in 1200 bis 2150 m über dem Meeresspiegel.
Die Blütezeit ist von Juni bis September.

## Taxonomie und Systematik
Das Taxon wurde 1819 von Karl Sigismund Kunth erstmals beschrieben.

## Belege